# Ludwig Schweizer

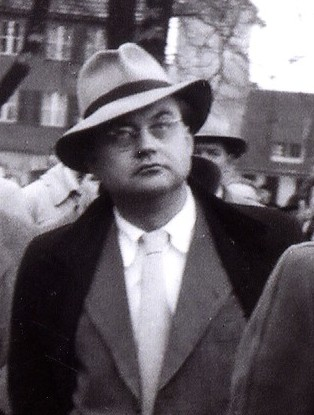
Ludwig Schweizer (um 1960)

Ludwig Schweizer (* 8. Dezember 1910 in Schramberg; † 10. Juni 1989 in Freudenstadt) war ein deutscher Architekt, Baubeamter und Hochschullehrer, der sich vor allem um den Wiederaufbau der Stadt Freudenstadt nach 1945 verdient gemacht hat. Er war ein Neffe zweiten Grades des gleichfalls in Schramberg geborenen Architekten Otto Ernst Schweizer. 

## Leben

### Ausbildung und die ersten beruflichen Erfahrungen
Der Sohn des Schramberger Uhrenhändlers Hermann Schweizer besuchte bis zum fünfzehnten Lebensjahr die Volksschule in seiner Heimatstadt Schramberg, wechselte dann an das Gymnasium in Ravensburg, wo er die Reifeprüfung ablegte.
Nach einem einjährigen Praktikum 1931/1932 in Weimar begann Ludwig Schweizer ein Architekturstudium an der Technischen Hochschule Stuttgart. Seine Lehrer waren Heinz Wetzel, Paul Bonatz und Paul Schmitthenner. Alle drei waren Vertreter der sogenannten Heimatschutzarchitektur. 1938 legte Schweizer die Diplom-Hauptprüfung mit dem Entwurf einer „Siedlung im Remstal“ bei Wetzel ab.
Im Jahr 1939 arbeitete Ludwig Schweizer zunächst als Architekt bei der Siedlungsgesellschaft Neue Heimstätte in Kassel und wurde dann nach Innsbruck versetzt, wo er als Mitarbeiter im Gauheimstättenamt Tirol-Vorarlberg u. a. mit dem Bau von Luftschutzbunkern beschäftigt war. Nach kurzer Tätigkeit als Leiter der Alpenländischen Heimstätte in Innsbruck, einer Siedlungsgesellschaft für abgewanderte Südtiroler, wurde Schweizer zur Wehrmacht einberufen. 1945 kehrte er nach Deutschland zurück und war von 1946 bis 1948 mit dem Wiederaufbau von Crailsheim befasst. Nach kurzer Tätigkeit als Stadtbaurat in Schwenningen übernahm Schweizer im Juni 1949 das Stadtbauamt der fast völlig zerstörten Stadt Freudenstadt.

### Der Wiederaufbau von Freudenstadt (1949–1956)

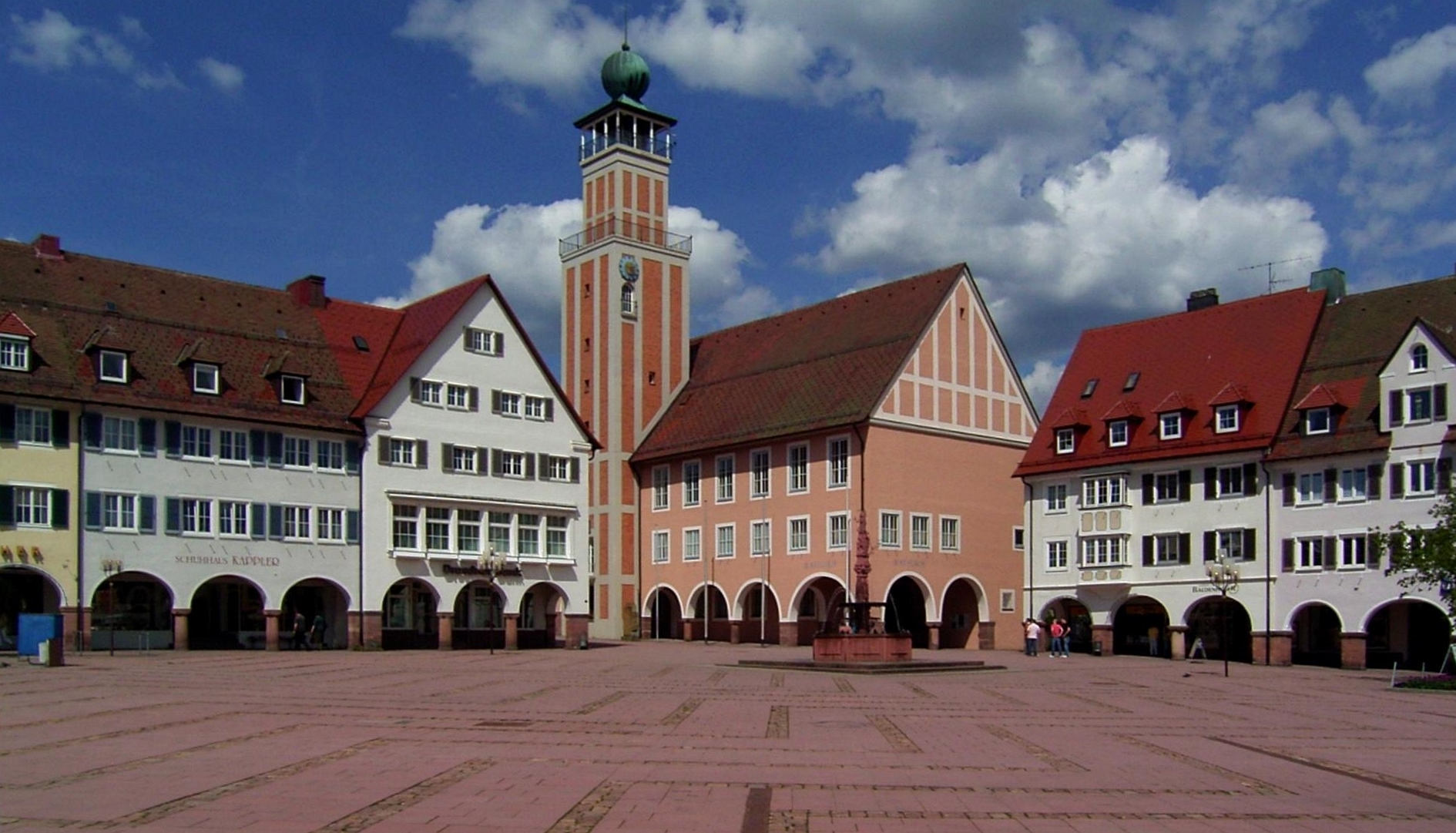
Freudenstädter Marktplatz von 1950 (Abbildung: 2007)

Schweizers bedeutendste Leistung war die Planung und Durchführung des Wiederaufbaus der in den letzten Kriegstagen zu 95 % zerstörten Innenstadt von Freudenstadt. Vor allem den von Renaissance-Baumeister Heinrich Schickhardt stammenden Marktplatz galt es neu zu gestalten, wobei sich Schweizer mit seiner Planung durchsetzte. Im Sinne der Heimatschutzarchitektur und der Stuttgarter Schule gelang ihm eine Gesamtgestaltung des Marktplatzes, ein Neubau des Rathauses und des Stadthauses sowie des Kurhauses, wobei er nicht einfach Stilformen übernahm, sondern Neues schuf. Als typisches Merkmal seiner Gestaltung gelten die traufständigen Häuserreihen und die Arkaden, in denen sich die Eingänge zu den Ladengeschäften befinden. In Anerkennung seiner Leistung beim Wiederaufbau und zur Würdigung seiner Person beschloss der Freudenstädter Gemeinderat 1956, den großen Saal des Stadthauses Ludwig-Schweizer-Saal zu nennen.

### Professor in Stuttgart
Im März 1956 ernannte die Landesregierung unter Ministerpräsident Gebhard Müller Ludwig Schweizer zum Professor, und er quittierte den Dienst in Freudenstadt, um einen Lehrstuhl an der Stuttgarter Staatsbauschule zu übernehmen. Gleichzeitig betrieb er ein Architekturbüro in Stuttgart. 1967 gab er krankheitsbedingt das Lehramt auf und beschränkte sich auf die Tätigkeit als freier Architekt. Die letzten Lebensjahre verbrachte Schweizer wieder in Freudenstadt.
Ludwig Schweizer war seit 1939 verheiratet mit Gretel geb. Marwedel (1910–2005), die er seit der gemeinsamen Schulzeit in Schramberg kannte. Sie hatten einen Adoptivsohn.
In seinem letzten Lebensjahr wurde Schweizer mit dem Bundesverdienstkreuz ausgezeichnet. Er starb am 10. Juni 1989 in Freudenstadt.